# Umm al-Walid
Umm al-Walid és un jaciment arqueològic de Jordània a 8 km al sud-est de Madaba. Fou excavat per un equip suís del 1988. Ja existia en època romana i s'han trobat a les excavacions dos temples i un mausoleu, va quedar gairebé deshabitada durant el domini bizantí i va recuperar importància sota el domini dels àrabs quan s'hi van construir tres ksars, una mesquita i diverses cases; el lloc va quedar oblidat a finals del segle x, i repoblat modestament en temps dels mamelucs.